# Schizopelma
Schizopelma es un género de arañas migalomorfas de la familia Theraphosidae. Son originarias de México y Centroamérica.  

## Especies
Según The World Spider Catalog 11.0:
- Schizopelma bicarinatum F. O. Pickard-Cambridge, 1897
- Schizopelma masculinum (Strand, 1907)
- Schizopelma sorkini Smith, 1995